# Maradona mới

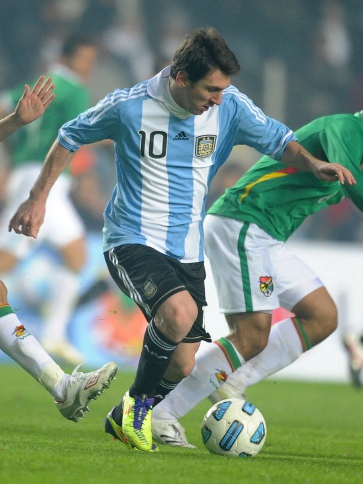
Messi được xem là có nhiều điểm tương đồng với Maradona

Maradona mới (New Maradona) hay truyền nhân của Maradona là một danh hiệu được báo chí và công chúng trao cho các cầu thủ bóng đá Argentina đầy triển vọng để so sánh, ví von (và tôn vinh) với Diego Maradona như một chuẩn mực. Kể từ khi Maradona giải nghệ, mọi người đã dự đoán ai đó sẽ dẫn dắt đội tuyển quốc gia Argentina đến một trận chung kết World Cup, giống như số 10 huyền thoại Maradona đã làm hai lần, trong đó có một lần vô địch.
Do đó, từ kỳ vọng này, những cầu thủ trẻ tài năng của Argentina nhanh chóng được báo chí và người hâm mộ gắn mác là một Maradona mới (ví dụ Lionel Messi hoặc Juan Román Riquelme có tầm ảnh hưởng bao quát trong đội bóng), đôi khi không có bất kỳ sự tương đồng nào trong phong cách chơi (như Franco Di Santo). Các cầu thủ được ví là Maradona mới chủ yếu là những cầu thủ trong vai trò chơi tấn công (chủ công) hoặc dâng cao như tiền đạo, tiền vệ cánh hoặc tiền vệ tấn công.

## Các cầu thủ
- Diego Latorre[1] (trước đây)
- Ariel Ortega[2] Trong kỳ World Cup 1994 được hứa hẹn là sẽ thay thế Diego để dẫn dắt đội tuyển.
- Marcelo Gallardo[2]
- Franco Di Santo[3]
- Juan Román Riquelme[4] được báo chí so sánh với Maradona về tầm ảnh hưởng ở khu vực trung tuyến.
- Pablo Aimar[5] là cầu thủ tài hoa, khéo léo thi đấu ở vị trí tiền vệ.
- Andrés D'Alessandro[6]
- Javier Saviola[7]
- Carlos Marinelli[8]
- Carlos Tevez[9]
- Lionel Messi[10] là cầu thủ sáng giá và được so sánh nhiều nhất.
- Sergio Agüero[11]. Maradona đã coi Agüero là truyền nhân của mình.
- Ezequiel Lavezzi[12]
- Paulo Dybala[13]
- Angel Di Maria[14]